# BeReal
BeReal je mobilní aplikace a sociální síť pro sdílení fotografií samotných uživatelů a jejich bezprostředního okolí. Aplikace vyvinuli Alexis Barreyat a Kevin Perreau. Vydána byla v roce 2020, popularitu si získala až v průběhu roku 2022, kdy se stala sociálním hitem.
Hlavním rysem aplikace je každodenní upozornění, které vybízí uživatele, aby v daném, náhodně vybraném dvouminutovém okně, sdíleli fotografie vytvořené současně pomocí předního a zadního objektivu mobilního telefonu.

## Historie
Aplikaci vytvořili v roce 2020 Alexis Barreyat, bývalý zaměstnanec GoPro, a Kevin Perreau. Ještě v roce 2021 byl BeReal drobnou francouzskou aplikací, kterou denně používalo 10 000 uživatelů. Na konci roku 2022 jejich počet vystoupal na více než 15 milionů. Na konci roku 2022 aplikace překonala 50 milionů stažení.